# Pachistopelma
Pachistopelma este un gen de păianjeni din familia Theraphosidae.
Cladograma conform Catalogue of Life:
| Pachistopelma | \| \| Pachistopelma concolor \| \| \| \| \| \| Pachistopelma rufonigrum \| \| \| \| |
|               | \| \| Pachistopelma concolor \| \| \| \| \| \| Pachistopelma rufonigrum \| \| \| \| |
|               | Pachistopelma concolor                                                              |
|               |                                                                                     |
|               | Pachistopelma rufonigrum                                                            |
|               |                                                                                     |